# جلكو مافروفيتش
جلكو مافروفيتش (بالكرواتية: Željko Mavrović) مواليد 17 فبراير 1969 في زغرب، هو ملاكم محترف كرواتي يصنف ضمن فئة الوزن الثقيل. شارك في دورة الألعاب الأولمبية الصيفية سنة 1988.

## المسيرة الاحترافية
من نزالاته:
- خسر أمام لينوكس لويس (1998).
- انتصر على جوليوس فرانسيس بالضربة الفنية القاضية (1997).

## إحصائيات
خاض خلال مسيرته 28 نزالا، فاز في 27 وخسر في 1. فاز بالضربة القاضية في 22 نزالا.

## روابط خارجية
- جلكو مافروفيتش على موقع بوكس ريك (الإنجليزية) (registration required)
- جلكو مافروفيتش على موقع أوليمبيديا (الإنجليزية)